# Olijfbruin waterhoen
Het olijfbruin waterhoen (Amaurornis olivacea of Amaurornis olivaceus) is een ral die bijna alleen op de Filipijnen voorkomt. Buiten de Filipijnen is de vogel nog te vinden op de Talaud-eilanden. De Filipijnse naam voor deze vogel is Kur-kuran.

## Algemeen
Het olijfbruine waterhoen is een ral van gemiddelde grootte en de mannetjes en vrouwtjes van deze vogelsoort lijken sterk op elkaar. Bij een volwassen exemplaar zijn de bovenzijde, de flanken en de onderzijde van de staart donker olijfbruin. De plekken achter de oren zijn zwartachtig, de keel, borst, buik en onderzijde van de vleugels zijn donkergrijs. De snavel is groen, de ogen zijn rood tot kastanjebruin en de poten zijn olijfachtig geel.
Deze soort wordt inclusief staart 30 centimeter en heeft een vleugellengte van 15,5 centimeter.

## Ondersoorten, verspreiding
Er zijn geen verschillende ondersoorten van het olijfbruine waterhoen bekend. De soort komt voor op de Talaud-eilanden in Indonesië en op de Filipijnse eilanden Basilan, Batan, Bohol, Calayan, Catanduanes, Cebu, Leyte, Luzon, Marinduque, Masbate, Mindanao, Mindoro, Negros, Panay, Polillo, Sabtang, Samar, Sibutu, Sibuyan, Siquijor en Ticao.

## Leefgebied
Het olijfbruine waterhoen is gewoonlijk alleen of in kleine groepjes te vinden in relatief droge graslanden, lage begroeiing, gekapte bossen en boomgaarden. Het maakt zijn nest echter in nattere gebieden.

## Voortplanting
Men heeft parende olijfbruine waterhoenders waargenomen in de maanden februari, mei en september. Exemplaren met vergrote gonaden zijn waargenomen in maart en april. Het nest van het olijfbruine waterhoen is kopvormig, gemaakt van gras en takjes en is te vinden in lang gras aan de rand van het water. Per nest legt het olijfbruine waterhoen zo'n 4 eieren.